# Jim Mortram
Jim Mortram (Inghilterra, 10 settembre 1971) è un fotografo inglese.

## Biografia
Jim A. Mortram noto principalmente per il suo progetto Small Town Inertia dove utilizzando la fotografia e la scrittura riprende la vita di diverse persone svantaggiate ed emarginate che vivono ai margini.  Nel 2006 ha avviato il sito web Small Town Inertia.
Nel 2013 è uno dei venti fotografi accreditati dal British Journal of Photography come "Ones to Watch".

### Critica
Dave Stelfox ha scritto sul The Guardian che "le ricche immagini in bianco e nero di Mortram possiedono una qualità senza tempo che invita a un facile confronto con il classico lavoro documentaristico di fotografi britannici come Chris Steele Perkins , Paul Trevor e Chris Killip "

## Pubblicazioni
- Professional Photography: The New Global Landscape Explained. Oxford: Focal, 2014. By Grant Scott. ISBN 978-0415717540. With contributions from Mortram, Alicia Bruce, Peter Dench, Chris Floyd, and Niall McDiarmid.
- Small Town Inertia. Liverpool: Bluecoat. With a poem by Jamie Thrashivoulou, "A Privatised Map of Deprivation", and essays by Paul Mason, "A Memento of the Dark Times", and Lewis K. Bush, "A War of Poverty". Hardback, 2017; ISBN 978-1908457363. Paperback, 2018; ISBN 9781908457370